# الجريف (خولان)

تعديل مصدري - تعديل

الجريف هي إحدى قرى عزلة الاعروش بمديرية خولان التابعة لمحافظة صنعاء، بلغ تعداد سكانها 222 نسمة حسب تعداد اليمن لعام 2004.